# Scalenus hemipterus
Scalenus hemipterus es una especie de escarabajo longicornio del género Scalenus, tribu Callichromatini, subfamilia Cerambycinae. Fue descrita científicamente por Olivier en 1800.

## Descripción
Mide 22-34 milímetros de longitud.

## Distribución
Se distribuye por China, India, Indonesia, Laos, Malasia, Birmania y Tailandia.